# Okręg wyborczy Doncaster North
Okręg wyborczy Doncaster North powstał w 1983 r. i wysyła do brytyjskiej Izby Gmin jednego deputowanego.

## Deputowani do brytyjskiej Izby Gmin z okręgu Doncaster North
- 1983–1992: Michael Welsh, Partia Pracy
- 1992–2005: Kevin Hughes, Partia Pracy
- 2005– : Ed Miliband, Partia Pracy